# Árpád Feszty
Árpád Feszty, rozený Árpád Szilveszter Rehrenbeck, od roku 1887 také Árpád von Feszty ( 24. prosince 1856 Hurbanovo, tehdy Ógyalla – 1. června 1914 Lovran), byl malíř. Maloval převážně výjevy z maďarské historie a náboženství.

## Život
V roce 1874 maturoval na gymnáziu v Bratislavě (tehdy Pressburg). Od roku 1874 studoval v Mnichově a později (1880–81) ve Vídni. Po návratu domů do Maďarska se proslavil svými dvěma díly nazvanými Golgota ("Kalvárie") a Bányaszerencsétlenség ("Nehoda v lomu"). Svůj známý monumentální obraz Příchod Maďarů, zobrazující maďarské dobytí Maďarska v roce 896, namaloval k 1000. výročí dobytí s pomocí mnoha dalších, včetně Jenő Barcsaye, Dániela Mihalika a László Mednyánszkého. Za 2. světové války byl obraz vážně poškozen (obraz, cykloráma o obvodu téměř 120 metrů a výšce 15 metrů, tedy o ploše asi 1 800 m2, byl rozřezán na 8 metrů dlouhé kusy, které byly srolovány a uloženy v různých muzejních skladech). Až v roce 1995 byl restaurován a vystaven v národním parku Ópusztaszer v Maďarsku.
V letech 1899 až 1902 žil ve Florencii. Po návratu domů maloval menší obrazy a stále více trpěl finančními potížemi.
Jeho umění spojovalo akademické a naturalistické tendence. Několik jeho děl je v majetku Maďarské národní galerie v Budapešti.

## Rodina
Jeho předci byli němečtí osadníci (původní příjmení bylo Rehrenbeck). Byl pátým dítětem Silvestra Rehrenbecka, který se později přijal jméno Feszty, zámožného statkáře v Ógyalle, a jeho manželky Jozefy (Linzmayer). Silvester Feszty byl císařem povýšen do šlechtického stavu 21. dubna 1887 a rodina poté přijala jméno Martosi Feszty (nebo německy: Feszty von Martos).
Árpád Feszty měl celkem 14 sourozenců, ale jen osm se dožilo dospělosti .Mezi jeho bratry patřili architekti Adolf Feszty (1846–1900) a Gyula Feszty (1854–1912).
Jeho manželkou byla Róza Jókai (1861–1936), maďarská malířka a spisovatelka, adoptivní dcera Móra Jókaie.
Jeho dcera Masa (Mária) Feszty se také stala malířkou především krajin, portrétů a náboženských výjevů. Její portrét maďarského sochaře Edeho Kallóse mimo jiné vlastní Maďarská národní galerie.